# Pemphredon mortifer
Pemphredon mortifer är en stekelart som beskrevs av Valkeila 1970. Pemphredon mortifer ingår i släktet Pemphredon, och familjen Crabronidae. Enligt den svenska rödlistan är arten nära hotad i Sverige. Arten förekommer på Gotland och Öland. Artens livsmiljö är skogslandskap, jordbrukslandskap, stadsmiljö.